# 人民艦隊
人民艦隊（じんみんかんたい）とは、1950年代に日本共産党が中華人民共和国や北朝鮮へ密航するために編成された密航船群のことである。
中華人民共和国の人民解放軍海軍の艦隊や北朝鮮の朝鮮人民軍海軍の艦隊のことではない。

## 概要
日本は島国であり、共産党員らが海外に逃亡するには船を利用するしかなかった。そこで漁船を買い取ったり、廃棄された漁船を改造して密航船が整備された。「艦隊」とはいってもあくまでも比喩的表現であり、規模も漁船レベルの船にすぎない。もちろん各国軍の艦隊と堂々と戦えるような代物ではなかった。
1958年（昭和33年）3月22日、警視庁が中華人民共和国への往復に使用していたマグロ漁船を特定。日共幹部密入国幇助の容疑で漁船の「第1勝漁丸」船長ら10人を逮捕し、全国で37カ所の家宅捜索をおこない、新聞各紙が大きく報道した。記事の中に「人民艦隊」の語があり、ここから人民艦隊の名が広く知られるようになった。記事からは、人民艦隊の語が、日本共産党内の隠語か公安関係者が名付けたものか不明。報道によれば、静岡県焼津、伊東、愛媛県新居浜の3カ所に出撃基地があった。4月12日には、日本共産党中央委員の岡田文吉ら4人が逮捕され、岡田文吉が人民艦隊の責任者とされた。1958年4月14日付「朝日新聞」の記事「日共人民艦隊の全容分かる」によれば、人民艦隊は約30トン前後の漁船13隻で編成されていた。これらは、1951年から1955年頃にかけて調達されたものとされている（水島、p105）。
数千人が、この「人民艦隊」で中華人民共和国に密出国し、また密入国した。その中には伊藤律や野坂参三も含まれる（徳田球一は既に病気を患っていたため、身分を隠して一般の旅客船で亡命した）。また、一部ではあるが、北朝鮮との間を往来した人民艦隊の例もある。
検挙で日本共産党は人民艦隊が使えなくなり、中華人民共和国への密出国者は1958年7月14日引き揚げ船「白山丸」で集団帰国し、54人が逮捕された。
人民艦隊関係者として逮捕・起訴された者に対して、1960年（昭和35年）3月31日に東京地方裁判所は出入国管理令違反幇助の確実な証拠がないとして、全員に無罪を言い渡し、検察も控訴しなかった。ただし、実際に密出国し逮捕された者は、執行猶予付有罪判決を受けている（白山丸事件）。